# Balle de baseball
Une balle de baseball est une balle fabriquée pour le sport de baseball. Selon les spécifications de la Ligue majeure de baseball, la balle doit avoir une circonférence comprise entre 22,9 et 23,5 cm (entre 9 et 9 1⁄4 pouces), soit 2,86 à 2,94 pouces (73 à 75 mm) en diamètre, et peser entre 142 et 148,8 g (entre 5 et 51⁄4 onces). Le cœur de la balle est le plus souvent en liège entouré de caoutchouc et recouvert par trois couche de fils de laine puis une fine couche de fils de coton. La balle est enserrée par deux pièces de cuir ou de matériau synthétique en forme de 8 assemblées par 108 coutures de fil ciré de couleur rouge. Ce fil est aplati pour réduire la résistance à l'air de la balle.
La taille et la masse de la balle peuvent varier selon les spécifications des championnats ou des catégories de joueurs.
Ainsi donc en fonction de la taille de la paume de la main influence la grandeur de la balle.

## Histoire
Au XIXe siècle, une seule balle était utilisée lors d'une partie et n'était changée que si elle était vraiment endommagée. Si la balle atterrissait dans les tribunes, elle était remise en jeu par des employés de l'équipe locale. Au cours du match, la balle se couvrait de poussière ou d'autres substances employées par les lanceurs pour modifier les trajectoires et subissait des dommages sur sa surface ou au niveau des coutures. En 1909, les deux principales ligues américaines adoptent la même balle pour toutes leurs rencontres. En 1920, Ray Chapman fut tué après avoir été frappé à la tête par la balle. Depuis, les arbitres remplacent la balle dès qu'elle est altérée. Aujourd'hui, des douzaines de balles sont utilisées lors d'une seule partie.

## Balles célèbres
- La balle frappée par Mark McGwire pour son 70e coup de circuit en 1998 (établissant le nouveau record de circuits en une saison de Ligue majeure) fut vendue par un supporter au dessinateur de comics Todd McFarlane pour 3 000 000$.

- En 2007, la balle frappée par Barry Bonds pour son 756e circuit en carrière (record du nombre de circuits en Ligue majeure) est mise aux enchères le 21 août. Elle a été vendue le 15 septembre au styliste Marc Ecko pour un montant de 752 467$. Après un sondage auprès des supporters via son site internet, Ecko a décidé d'apposer un astérisque sur la balle avant de l'envoyer au Temple de la renommée du baseball à Cooperstown. L'astérisque a une double signification. C'est d'abord une référence au record de circuits frappés en une saison par Roger Maris en 1961 (61 circuits). Il avait dépassé le légendaire Babe Ruth d'un circuit, mais en jouant 8 matchs de plus. Le commissaire de la ligue avait imposé l'usage de l'astérisque pour le record de Maris, rappelant que les conditions de son record étaient différentes de celles de Ruth. La deuxième signification est liée aux suspicions d'usage de produits dopants par Bonds lors des années 2000 qui terniraient son record, obtenu dans des conditions différentes par rapport à d'autres joueurs[2].